# Białka transportowe
Białka transportowe, białka przenośnikowe, żargonowo i w nazwach złożonych: transportery – grupa białek odpowiedzialnych za transport cząsteczek i jonów poprzez błony biologiczne. 
Białka transportowe są integralnymi białkami błonowymi. Mogą uczestniczyć w przemieszczaniu substancji poprzez dyfuzję ułatwioną lub transport aktywny.